# Derek Wilson
Pour les articles homonymes, voir Wilson.
 (octobre 2023).
La mise en forme du texte ne suit pas les recommandations de Wikipédia : il faut le « wikifier ».
Les points d'amélioration suivants sont les cas les plus fréquents. Le détail des points à revoir est peut-être précisé sur la page de discussion.
- Les titres sont pré-formatés par le logiciel. Ils ne sont ni en capitales, ni en gras.
- Le texte ne doit pas être écrit en capitales (les noms de famille non plus), ni en gras, ni en italique, ni en « petit »…
- Le gras n'est utilisé que pour surligner le titre de l'article dans l'introduction, une seule fois.
- L'italique est rarement utilisé : mots en langue étrangère, titres d'œuvres, noms de bateaux, etc.
- Les citations ne sont pas en italique mais en corps de texte normal. Elles sont entourées par des guillemets français : « et ».
- Les listes à puces sont à éviter, des paragraphes rédigés étant largement préférés. Les tableaux sont à réserver à la présentation de données structurées (résultats, etc.).
- Les appels de note de bas de page (petits chiffres en exposant, introduits par l'outil «  Source ») sont à placer entre la fin de phrase et le point final[comme ça].
- Les liens internes (vers d'autres articles de Wikipédia) sont à choisir avec parcimonie. Créez des liens vers des articles approfondissant le sujet. Les termes génériques sans rapport avec le sujet sont à éviter, ainsi que les répétitions de liens vers un même terme.
- Les liens externes sont à placer uniquement dans une section « Liens externes », à la fin de l'article. Ces liens sont à choisir avec parcimonie suivant les règles définies. Si un lien sert de source à l'article, son insertion dans le texte est à faire par les notes de bas de page.
- La présentation des références doit suivre les conventions bibliographiques. Il est recommandé d'utiliser les modèles {{Ouvrage}}, {{Chapitre}}, {{Article}}, {{Lien web}} et/ou {{Bibliographie}}. Le mode d'édition visuel peut mettre en forme automatiquement les références.
- Insérer une infobox (cadre d'informations à droite) n'est pas obligatoire pour parachever la mise en page.

Pour une aide détaillée, merci de consulter Aide:Wikification.
Si vous pensez que ces points ont été résolus, vous pouvez retirer ce bandeau et améliorer la mise en forme d'un autre article.
Derek Wilson (né le 19 juillet 1978) est un acteur de télévision américain.
Il apparaît dans Rectify, la série télévisée Preacher, et est une star de la série originale Hulu Future Man, dans laquelle il incarne le personnage de Wolf. Il joue aussi Tek Knight dans Gen V, le spin off de la série The Boys.

## Biographie

### Enfance et formation
Wilson grandit à Bowling Green, dans l'état du Kentucky. Il a fréquenté la Western Kentucky University, et choisit le théâtre comme spécialité après l'avoir pointé du doigt au hasard sur une liste d'options.
Wilson déménage à New York pour travailler dans la conception sonore avant de jouer dans de nombreuses pièces de Shakespeare. Il finit par être diplômé du programme de théâtre MFA de la Tisch School of the Arts de l'Université de New York.

### Carrière
Wilson se rend à Los Angeles pour la saison des pilotes et a décroche son rôle dans Preacher. Dans la série Gen V, le spin-off de The Boys sur Prime Video, Wilson joue le rôle du détective super-héros Tek Knight.

## Vie privée
Wilson est végétalien. Il est fan de l'équipe de basket-ball masculin des Louisville Cardinals.

## Filmographie

### Films
| Année | Titre                                        | Rôle                 | Remarques |
| ----- | -------------------------------------------- | -------------------- | --------- |
| 2009  | Brother's Blood                              | James                | Court     |
| 2013  | We Behind the Ears                           | Brian                |           |
| 2014  | The Gene                                     | Dr Noah Cobb         | Court     |
| 2015  | The last Girl                                | James                | Court     |
| 2015  | Woodshed                                     | Jacob                | Court     |
| 2017  | Life HAck                                    | Charlie              |           |
| 2018  | Oxalis                                       | Doyen Ruster         |           |
| 2020  | Birds Of Prey                                | Détective Tim Munroe |           |
| 2023  | Teenage Mutant Ninja Turtles : Mutant Mayhem | Araignée             | (voix)    |

### Télévision
| Année   | Titre                          | Rôle             | Remarques                     |
| ------- | ------------------------------ | ---------------- | ----------------------------- |
| 2008    | In the Now                     | Derek            | Rôle récurrent; 4 épisodes    |
| 2013    | The Good Wife                  | Morgane Croft    | Épisode : « Je Ne Sais Quoi ? |
| 2013    | Person of Interest             | Denis Cunningham | Épisode : "Protée"            |
| 2013-14 | Rectify                        | Kent Benny       | Rôle d'invité ; 2 épisodes    |
| 2016    | Aquarius                       | Capitaine Welles | Épisode : "Révolution 1"      |
| 2016    | Preacher                       | Donnie Schenck   | Rôle récurrent; 5 épisodes    |
| 2018    | Gwennie G's Thoughts on Things | Terry            | Voix; Épisode : "Exercice"    |
| 2017-20 | Future Man                     | Wolf             | Le rôle principal             |
| 2023    | Gen V                          | Tek knight       | Épisode : "Toute la vérité"   |
| 2024    | The Boys                       | Tek Knight       | Saison 4, épisodes 3, 4 et 6  |